# Agriotypus
Agriotypus is een geslacht van insecten uit de orde vliesvleugeligen (Hymenoptera) en de familie Ichneumonidae.

## Soorten
- A. armatus Curtis, 1832
- A. changbaishanus Chao, 1981
- A. chaoi Bennett, 2001
- A. gracilis Waterston, 1930
- A. himalensis Mason, 1971
- A. jilinensis Chao, 1981
- A. kambaitensis Gupta & Chandra, 1975
- A. lui Chao, 1986
- A. maculiceps Chao, 1992
- A. masneri Bennett, 2001
- A. silvestris Konishi & Aoyagi, 1994
- A. succinctus (Chao, 1992)
- A. tangi Chao, 1992
- A. townesi Chiu, 1986
- A. zhejiangensis He & Chen, 1997
- A. zhengi He & Chen, 1991